# Aglomeracja wałbrzyska
Aglomeracja wałbrzyska (aglomeracja sudecka) – aglomeracja w południowo-zachodniej Polsce, w województwie dolnośląskim, obejmujące ośrodek ponadregionalny Wałbrzych oraz okoliczne zurbanizowane gminy w powiecie wałbrzyskim, świdnickim, kamiennogórskim i kłodzkim. Aglomeracja skupia obecnie 23 jednostki samorządu terytorialnego.
W zależności od koncepcji i przyjętych kryteriów delimitacji obszarów liczba ludności zamieszkującej aglomerację wynosi od około 0,24 mln do 0,5 mln osób. 
Jednostki samorządu terytorialnego zaliczane do aglomeracji wałbrzyskiej:
- 11 miast: Kamienna Góra, Lubawka, Nowa Ruda, Radków, Świebodzice, Boguszów-Gorce, Szczawno-Zdrój, Głuszyca, Mieroszów, Wałbrzych, Jedlina-Zdrój
- 2 gminy wiejskie: Kamienna Góra, Nowa Ruda
- 3 wsie: Czarny Bór, Walim, Stare Bogaczowice

W 2013 aglomeracja powiększyła się o 7 gmin: Świdnica – gmina miejska i wiejska, Jaworzyna Śląska, Strzegom, Żarów, Dobromierz i Marcinowice.

## Koncepcje aglomeracji wałbrzyskiej

### Aglomeracja wałbrzyska według P. Swianiewicza i U. Klimskiej (2002)
W 2005 r. Paweł Swianiewicz oraz Urszula Klimska wyznaczyli obszar aglomeracji wałbrzyskiej obejmującej Wałbrzych oraz 11 gmin. Obszar ten w 2002 r. zamieszkiwało 251 tys. osób. Przy wyznaczaniu aglomeracji przeprowadzono delimitację obszarów przyległych, uwzględniając saldo migracji w latach 1998–2002, gęstość zaludnienia (w 2002 r.), współczynnik zatrudnienia związany z natężeniem dojazdów.
Według tej koncepcji obszar aglomeracji wałbrzyskiej obejmuje powierzchnię 917,37 km², który w 2010 r. zamieszkiwało 244,1 tys. osób.
| Gmina                    | Liczba ludności (2010-12-31) [osób] | Powierzchnia (2010-01-01) [km²] | Gęstość zaludnienia [osób/km²] |
| ------------------------ | ----------------------------------- | ------------------------------- | ------------------------------ |
| Wałbrzych                | 120197                              | 84,70                           | 1419,09                        |
| Boguszów-Gorce           | 16064                               | 27,02                           | 594,52                         |
| gmina Dobromierz         | 5420                                | 85,93                           | 63,07                          |
| gmina Głuszyca           | 9065                                | 62,12                           | 145,93                         |
| Jedlina-Zdrój            | 5057                                | 17,45                           | 289,8                          |
| gmina Mieroszów          | 7476                                | 76,06                           | 98,29                          |
| gmina Stare Bogaczowice  | 4203                                | 87,29                           | 48,15                          |
| gmina Strzegom           | 26546                               | 144,65                          | 183,52                         |
| Szczawno-Zdrój           | 5598                                | 14,74                           | 379,78                         |
| gmina Świdnica (wiejska) | 15950                               | 207,84                          | 76,74                          |
| Świebodzice              | 22890                               | 30,43                           | 752,22                         |
| gmina Walim              | 5697                                | 79,14                           | 71,99                          |
| (aglomeracja) Razem Σ    | 244163                              | 917,37                          | 266,16                         |

### Aglomeracja sudecka według J. Paryska
W 2008 r. Jerzy Parysek przedstawił, że trzonem „aglomeracji sudeckiej” jest Wałbrzych, a w skład aglomeracji zaliczyć należy kiedyś silnie ze sobą powiązane: Szczawno-Zdrój, Świebodzice, Boguszów-Gorce, Walim, Kamienną Górę, Mieroszów, Świdnicę, Dzierżoniów, Bielawę, Pieszyce, Nową Rudę i inne mniejsze miejscowości. Według jego opracowania obszar aglomeracji zamieszkiwało 0,5 mln osób.

### Obszar funkcjonalny Wałbrzycha według ESPON
Według programu ESPON obszar funkcjonalny Wałbrzycha (FUA, ang. Functional Urban Area) w 2002 r. zamieszkiwało 248 tys. osób. Publikacja podaje jedynie liczbę mieszkańców aglomeracji, nie przedstawiając zarazem jego zakresu obszarowego.

## Współpraca samorządów
Od 1991 r. istnieje Wałbrzyski Związek Wodociągów i Kanalizacji z siedzibą w Wałbrzychu, do którego należą samorządy: m. Boguszów-Gorce, gm. Czarny Bór, gm. Głuszyca, m. Jedlina-Zdrój, gm. Marciszów, gm. Stare Bogaczowice, m. Szczawno-Zdrój, m. Świebodzice, gm. Walim, m. Wałbrzych. Związek międzygminny przyjął sobie za zadanie zaopatrzenie w wodę, odbiór i oczyszczanie ścieków na terenie gmin członkowskich.
Do gmin położonych wokół Wałbrzycha dociera komunikacja miejska, organizowana w imieniu gmin przez Zarząd Dróg, Komunikacji i Utrzymania Miasta w Wałbrzychu.